# دونراد
دونراد (به هلندی: Doenrade) یک منطقهٔ مسکونی در هلند است که در اسخینن واقع شده‌است. دونراد ۴٫۶۸ کیلومتر مربع مساحت و ۱٬۱۱۳ نفر جمعیت دارد.